# Wagneria costata
Wagneria costata là một loài ruồi trong họ Tachinidae.